# Майк Никълс
Майк Никълс (на английски: Mike Nichols) е американски филмов и театрален режисьор, продуцент и комедиант от германо-руски произход.

## Биография
Майк Никълс е роден като Михаел Игор Пешковски на 6 ноември 1931 г. в Берлин, Германия. Той е син на германката Бригите Ландауер и Паул Пешковски. Баща му е лекар, роден във Виена в семейството на богати руски евреи, които бягат от ужаса на Руската комунистическа революция през 1917 г. По майчина линия Никълс има родствена връзка с големия учен Алберт Айнщайн.
През 1938 г., когато нацистите започват арестите на евреи в Берлин, седемгодишният Михаел и тригодишният му брат Робърт са изпратени в САЩ при баща им, който е заминал няколко месеца по-рано. Майката се присъединява към тях през 1940 г. Семейството се установява в Ню Йорк, където бащата, под новото име Пол Никълс, успешно развива медицинската си частна практика, което позволява на семейството да живее в близост до Сентръл Парк, Манхатън.
През 1944 г. Майк Никълс става натурализиран гражданин на Съединените щати. След като завършва гимназия, той за кратко посещава Нюйоркския университет, но в крайна сметка го напуска. В началото на 1950-те години Никълс е студент по медицина в Чикагския университет, където обаче се увлича по театралното изкуство, поради което през 1954 г. напуска и този университет. Завръща се в Ню Йорк, където е приет в прославеното „Актърс студио“ и започва обучението си при гуруто в бранша Лий Страсбърг.

### Кариера
Започвайки кариерата си през 1950-те като комедиант в комедийното дуо „Никълс и Мей“, през следващите десетилетия Никълс се превръща в един от водещите режисьори на Холивуд. Четири пъти е номиниран за награда „Оскар“ за режисура, печелейки статуетката веднъж – за филма „Абсолвентът“ (1967), който превръща младия актьор Дъстин Хофман в звезда. Сред останалите му хитови произведения са класиката „Кой се страхува от Вирджиния Улф?“ (1966), военната сатира „Параграф 22“ (1970), драмата „Силкууд“ (1983), романтичната комедия „Работещо момиче“ (1988), романтичната драма „Отблизо“ (2004) и политическата сатира „Войната на Чарли Уилсън“ (2007).
Успоредно с филмовата режисура Никълс е активен и на театралната сцена, режисирайки 22 постановки на Бродуей между 1963 и 2012 г. Той е сред малкото творци, печелили и четирите големи награди: кинонаградата „Оскар“, телевизионната награда „Еми“, музикалната награда „Грами“ и театралната награда „Тони“.

### Персонален живот
Майк Никълс е женен четири пъти; първите три завършват с развод, последният след смъртта му. 
Първият брак на Никълс е с Патриша Скот, те са женени от 1957 до 1960 г. Неговият втори брак е с Марго Калас, бивша „муза“ на поета Робърт Грейвс, от 1963 до 1974 г. Двойката има дъщеря Дейзи Никълс. Третият му брак е през 1975 г. с Анабел Дейвис-Гоф, имат две деца Макс Никълс и Джени Никълс; завършва с развод през 1986 г. Четвъртият му брак е с бившата водеща на „Добро утро, Америка“ и „Ей Би Си световни новини“ Даян Сойер, за която се жени на 29 април 1988 г. 
Нито една от жените му не е еврейка и децата му не са възпитани според религията, но се идентифицират като евреи.
Никълс цял живот се интересува от арабски коне. От 1968 г. до 2004 г. той притежава ферма в Кънектикът и е известен коневъд. Той също така внася качествени арабски коне от Полша, някои от които се продават на рекордни цени. Докато е в гимназията, той е бил инструктор в академията по езда „Клермон“ в Горен Уест Сайд на Манхатън и също така е „яздил на конни шоута в Чикаго.“ 
През 2009 г. Никълс подписва петиция в подкрепа на освобождаването на режисьора Роман Полански, който е задържан, докато пътува за филмов фестивал във връзка с обвиненията му в сексуално насилие през 1977 г., което според петицията би подкопало традицията на филмовите фестивали, като място да бъдат показвани „свободно и безопасно“ и че арестуването на режисьори, пътуващи до неутрални страни, може да отвори вратата „за действия, чиито последици никой не знае“.

### Смърт
Никълс почива от сърдечен удар на 19 ноември 2014 г. в апартамента си в Манхатън. По време на 87-те годишни награди на Академията на 22 февруари 2015 г. Никълс е представен в сегмента In Memoriam, в позицията на водещ.Никълс оставя филма на Джон Фредерик Херинг-старши „Кон с младоженеца“ на сина си Макс. 
Когато Никълс умира, много знаменитости му отдават почит – Упи Голдбърг, Стивън Спилбърг, Том Ханкс, Мерил Стрийп, Кевин Спейси и Том Стопард. На 8 ноември 2015 г. звезди и артисти се събират в сградата на IAC в Ню Йорк, за да отдадат почит на Майк Никълс. Домакини на частното събитие са Илейн Мей и Лорн Майкълс. Свирят Ерик Айдъл и Джон Клийз. Сред гостите са Мерил Стрийп, Робърт Де Ниро, Ал Пачино, Натали Портман, Карли Саймън, Нейтън Лейн и Кристин Барански. 
През 2017 г., по време на Oscars Actress Roundtable с „Холивуд Рипортър“, Ейми Адамс, Натали Портман и Анет Бенинг говорят за влиянието, което Никълс е имал върху живота им. През 2020 г. Уди Алън описва Никълс като „може би най-добрия комедиен режисьор, който някога е бил на сцената.“

## Филмография

### Режисьор
| Година | Филм                              | Оригинално заглавие             | Бележки                                              |
| ------ | --------------------------------- | ------------------------------- | ---------------------------------------------------- |
| 1966   | Кой се страхува от Вирджиния Улф? | Who's Afraid of Virginia Woolf? | номинация за „Оскар“ и „Златен глобус“ за режисура   |
| 1967   | Абсолвентът                       | The Graduate                    | награда „Оскар“, „Златен глобус“ и БАФТА за режисура |
| 1970   | Параграф 22                       | Catch-22                        |                                                      |
| 1971   | Плътското познание                | Carnal Knowledge                |                                                      |
| 1973   | Денят на делфина                  | The Day of the Dolphin          |                                                      |
| 1975   | Богатството                       | The Fortune                     |                                                      |
| 1983   | Силкууд                           | Silkwood                        | номинация за „Оскар“ и „Златен глобус“ за режисура   |
| 1986   | Изпепелени сърца                  | Heartburn                       |                                                      |
| 1988   | Билокси блус                      | Biloxi Blues                    |                                                      |
| 1988   | Работещо момиче                   | Working Girl                    | номинация за „Оскар“ и „Златен глобус“ за режисура   |
| 1990   | Поздрави от Холивуд               | Postcards from the Edge         |                                                      |
| 1991   | Относно Хенри                     | Regarding Henry                 |                                                      |
| 1994   | Вълк                              | Wolf                            |                                                      |
| 1996   | Клетка за птици                   | The Birdcage                    |                                                      |
| 1998   | Първични цветове                  | Primary Colors                  |                                                      |
| 2000   | От коя планета си?                | What Planet Are You From?       |                                                      |
| 2004   | Отблизо                           | Closer                          | номинация за „Златен глобус“ за режисура             |
| 2007   | Войната на Чарли Уилсън           | Charlie Wilson's War            |                                                      |